# Sawai
Pour les articles homonymes, voir Sawai (homonymie).
Le sawai encore appelé weda, est une langue malayo-polynésienne des langues austronésiennes. 
Il est parlé dans les kecamatan (districts) de Weda et Gane Timor, dans le kabupaten (département) de Halmahera du Sud, dans la province indonésienne des Moluques du Nord. Il compte environ 12 000 locuteurs.

## Classification
Le sawai fait partie des langues halmahera du sud-nouvelle guinée occidentale, un des sous-groupe des langues malayo-polynésiennes centrales-orientales.

## Phonétique
On trouvera ci-dessous une description du dialecte kobe du sawai parlé dans les villages de Lelilef Woyebulan et Kobe Peplis.

### Consonnes
Le sawai possède quatorze consonnes :
|              |              | Labiale | Alvéolaire | Palatale | Vélaire |
| Occlusive    | sourdes      | p       | t          |          | k       |
| Occlusive    | sonore       | b       | d          |          | ɡ       |
| Fricative    | Fricative    | f       | s          |          |         |
| Nasale       | Nasale       | m       | n          |          | ŋ       |
| latérale     | latérale     |         | l          |          |         |
| Semi-voyelle | Semi-voyelle | w       |            | j        |         |

### Voyelles
Le sawai possède sept voyelles :
|               | Antérieure | Centrale | Postérieure |
| Haute         | i          |          | u           |
| Haute moyenne | e          |          | o           |
| Haute basse   | ɛ          | a        | ɔ           |

### La syllabe
En sawai, la syllabe a la structure CCVC, par exemple :
| mot    | gloss                  | type de syllabe |
| ------ | ---------------------- | --------------- |
| /i/    | « elle/il/lui »        | V               |
| /in/   | « poisson »            | VC              |
| /wo/   | « boisson alcoolisée » | CV              |
| /npo/  | « elle/il donne »      | CCV             |
| /kot/  | « statue magique »     | CVC             |
| /nfan/ | « elle/il va »         | CCVC            |